# Rugby a 15 nel 1937

## Altri test
| Anversa 11 aprile 1937 | Paesi Bassi | 9 – 11 | Belgio |  |

| Parigi 18 aprile 1937 | Francia | 27 – 6 | Germania | (Parco dei Principi) |

| Düsseldorf 11 novembre 1937 | Germania | 15 – 3 | Belgio |  |

| Düsseldorf 31 ottobre 1937 | Germania | 34 – 0 | Belgio |  |

| Hilversum 1937 | Paesi Bassi | 6 – 23 | Germania |  |

## La Nazionale Italiana
Due "amichevoli"
| Milano 1º gennaio 1937 | Italia          | 3 – 6 | Germania | (Arena Civica)\| Arbitro: \| Leopold Mailhan \| |
| Arbitro:               | Leopold Mailhan |       |          |                                                 |

| Bucarest 25 aprile 1937 | Romania | 0 – 0 | Italia |  |

Seguite da un prestigioso secondo posto al Torneo di Parigi
| Arbitro: | Coinderoux |

| |           |  |
| mete: Cova 4, d'Alessio 2 re Garbagnati, Vigliano 2 Visentin trasf.: Vigliano 3, Visentin 3 c.p.: Vigliano | Marcatori |  |

| Parigi 14 ottobre 1937 | Italia | 9 – 7 | Germania | Charlety |

| Arbitro: | J.Roca |

|                                                                                             |           |                                 |
| mete: Bergese, Celhay 4 Delque 2, Goyard Milliand trasf.: Desclaux 3, Thiers 3 c.p.: Bonnus | Marcatori | mete: Visentin trasf.: Vigliano |

## I Barbarians
Nel 1937 i Barbarians hanno disputato i seguenti incontri:
| Northampton 4 marzo 1937 | East Midlands | 13 – 3 | Barbarians |  |

| Penarth 26 marzo 1937 | Penarth RFC | 8 – 33 | Barbarians |  |

| Cardiff 27 marzo 1937 | Cardiff RFC | 16 – 3 | Barbarians | Arms Park |

| Swansea 29 marzo 1937 | Swansea RFC | 3 – 10 | Barbarians | Saint Helen's |

| Newport 30 marzo 1937 | Newport RFC | 7 – 3 | Barbarians | Rodney Parade |

| Leicester 28 dicembre 1937 | Leicester Tigers | 0 – 34 | Barbarians | Welford Road |

## Campionati nazionali
| Argentina            | Camp. di Buenos Aires    | Old Georgians |
| Nuovo Galles del Sud | Shute Shield             | Drummoyne     |
| Francia              | Campionato 1936-37       | Vienne        |
| Francia              | Challenge Yves du Manoir | Biarritz      |
| Italia               | Campionato 1936-37       | Olympic       |
| Sudafrica            | Currie Cup               | non disputata |
| Romania              | Campionato               | non disputato |